# Aboubacar Somparé
El Hajj Aboubacar Somparé (Dakonta, 31 de agosto de 1944-2 de noviembre de 2017) fue un político guineano que presidió la Asamblea Nacional de Guinea de 2002 a 2008. En función de ese puesto ocupó de forma interina la presidencia del país tras la muerte de Lansana Conté. Fue miembro del Partido de la Unidad y del Progreso.

## Presidencia
La mañana del 23 de diciembre de 2008 anunció en televisión, junto al primer ministro Ahmed Tidiane Souaré y el jefe del ejército Diarra Cámara, que el presidente Lansana Conté había muerto de una larga enfermedad el día antes. De acuerdo con la constitución, Somparé, como presidente de la Asamblea, debía asumir la presidencia de forma interina para convocar elecciones en un periodo de 60 días. En función a esto, Somparé pidió al presidente de la Corte Suprema, Lamine Sidimé, que declarara la vacante presidencial de acuerdo con la Constitución.

## Derrocamiento
Seis horas después del anuncio de la muerte del presidente se anunció un aparente golpe de Estado. Un grupo de militares, capitaneados por Moussa Dadis Camara, tomó una emisora de radió y leyó un comunicado por el que se disolvían las instituciones republicanas, incluida la constitución. Se crearía un Consejo Nacional por el Desarrollo y la Democracia, y se nombraría a un militar como presidente y un civil como primer ministro. Somparé declaró que la mayor parte del ejército era leal a la constitución y que se habían entablado negociaciones con los golpistas, destacando además su "preocupación" por el país.
Tras el triunfo del golpe Somparé desapareció de la vida pública. Reapareció el 27 de diciembre en una reunión con el nuevo presidente, Moussa Dadis Camara. Falleció en Conakri en noviembre de 2017.
| Predecesor: Lansana Conté | Presidente de la República de Guinea (interino) 2008 | Sucesor: Moussa Dadis Camara (Consejo Nacional para la Democracia y el Desarrollo) |